# Goura coronada
La goura coronada (Goura cristata) és una espècie d'ocell de la família dels colúmbids (Columbidae) que habita els boscos de les illes Raja Ampat i el nord-oest de Nova Guinea.